# Бунешти (Васлуј)
Бунешти (рум. Buneşti) насеље је у Румунији у округу Васлуј. Oпштина се налази на надморској висини од 172 m.

## Становништво
Према подацима из 2002. године у насељу је живело 1359 становника, од којих су сви румунске националности.